# Klášter jeronymitů
Klášter jeronymitů (portugalsky: Mosteiro dos Jerónimos) se nachází na předměstí portugalského hlavního města Lisabonu ve čtvrti Belém. Klášter založil pravděpodobně roku 1501 Manuel I. Portugalský jako výraz díků za šťastnou výpravu Vasca da Gamy, který nalezl roku 1498 cestu do Indie po moři.

## Historie
Realizaci stavby, situované na místě bývalé kaple – Ermidy do Restelo, kterou při ústí řeky Tejo založil Jindřich Mořeplavec, svěřil král Manuel staviteli Diogovi de Boitaca (cca 1460–1528), jehož stavební typologie vykazuje obeznámenost s pozdně gotickou architekturou střední Evropy. V pozici hlavního stavitele ho nahradil v průběhu roku 1516 João de Castilho (cca1475–1552), který dostal za úkol v roce 1517 změnit plány kvůli vybudování královského mauzolea v klášterním kostele Panny Marie Belémské. Stalo se tak po smrti Manuelovy druhé manželky Marie, s níž žil 17 let. Oba manželé jsou vypodobněni na západním portálu kostela společně se svými patrony, Svatou rodinou, sv.Vincentem a sv. Infantem – infantem Fernandem, jenž byl bratrem Jindřicha Mořeplavce, a zahynul v marockém zajetí.
Po smrti krále Manuela pokračoval ve výstavbě kláštera jeho syn Jan III. Vybudování královského mauzolea podporovala i Kateřina Habsburská, manželka krále která přežila všechny své syny. Na dostavbě kláštera se především v druhé polovině 16. století podíleli stavitelé Diogo de Torralva (1500–1566) a Jerónimo de Ruao (1530–1601).
Do roku 1834 náležel klášter řádu jeronymitů, poté tam byla umístěna charitativní organizace pečující o sirotky a nemocné děti a jejich vzdělání, tzv. Casa Pia. Klášter prodělal v 19. století i několik přestaveb, zejména v duchu neomanuelského stylu.
V klášteře se nacházejí hroby krále Manuela I. a jeho ženy Marie Aragonské, krále Jana III. a jeho ženy Kateřiny Habsburské a jejich potomků; jsou tam i náhrobky mořeplavce Vasca da Gamy (1468–1523) a spisovatelů Luíse Vaz de Camões (1527–1570) a Fernanda Pessoy (1888–1935).
Klášter je považován za perlu manuelského stylu.
V roce 1983 byl spolu s Belémskou věží zařazen na seznam světového dědictví UNESCO. V areálu kláštera byla 13. prosince 2007 podepsána Lisabonská smlouva.

## Fotogalerie

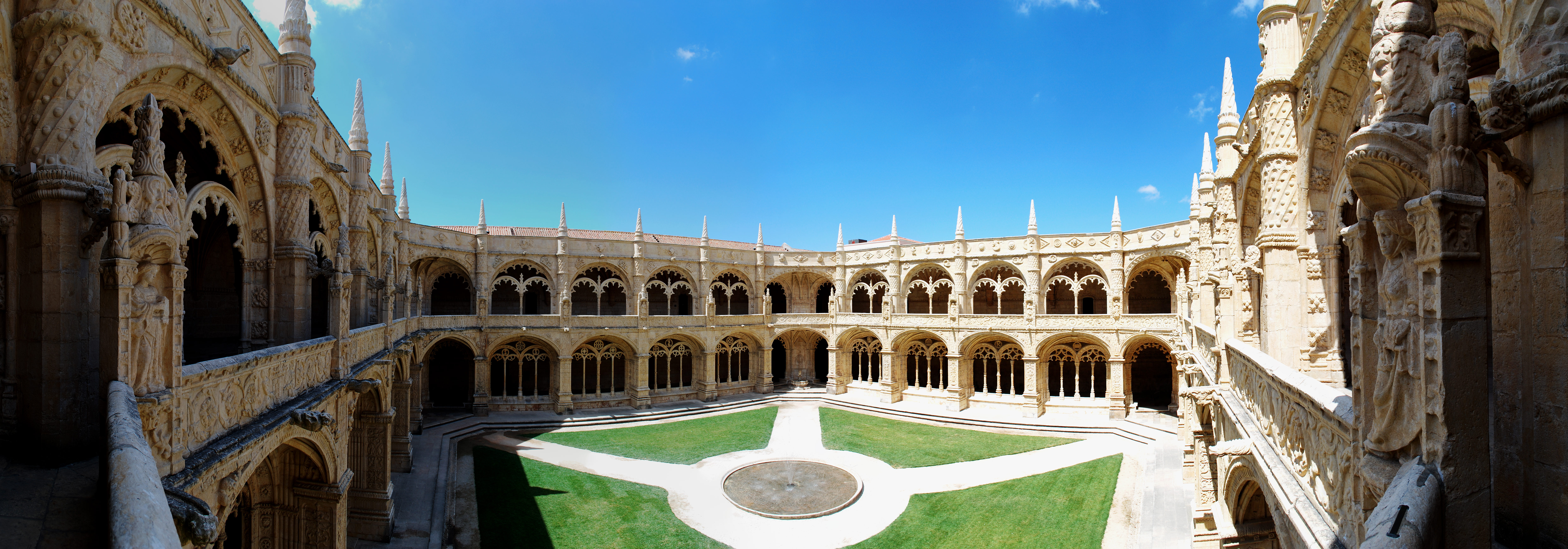
Mosteiro dos Jerónimos

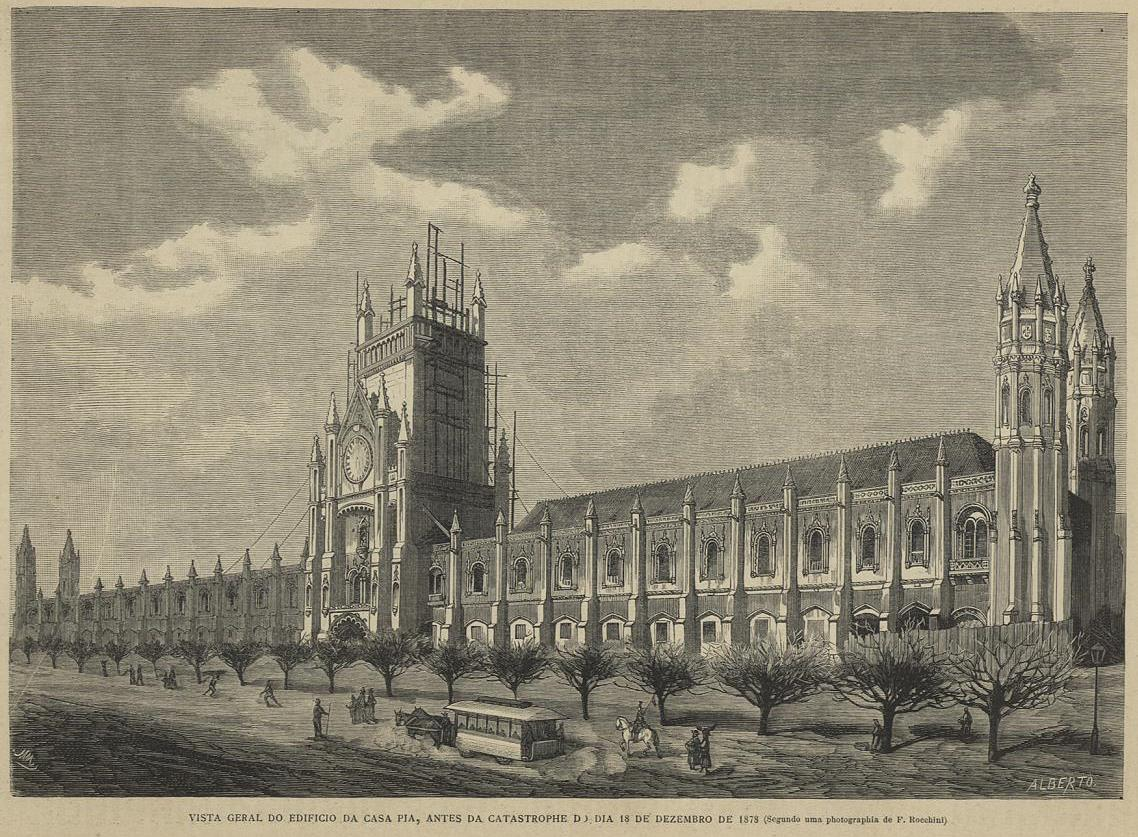
klášter v roce 1878
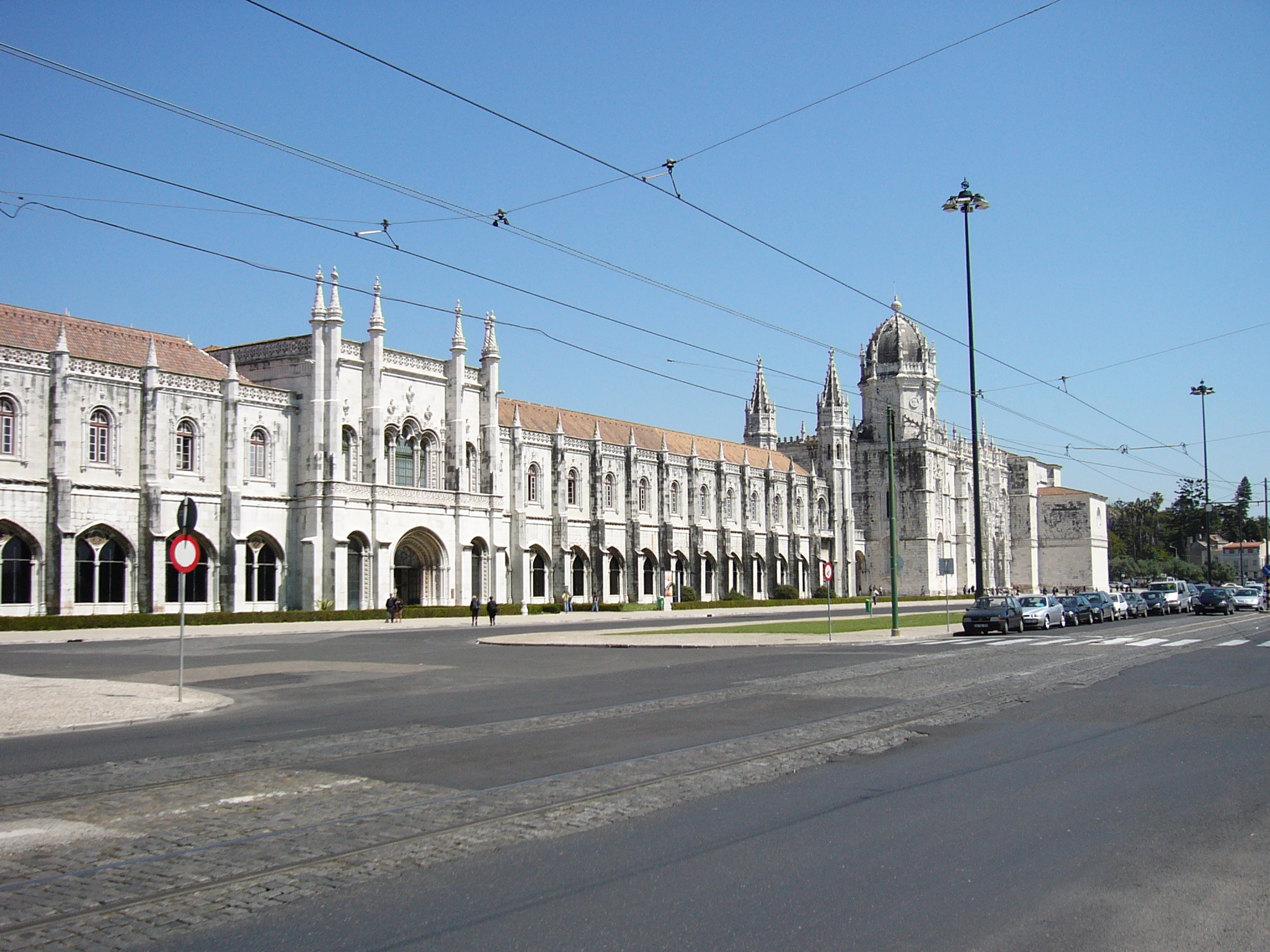
hlavní průčelí kláštera
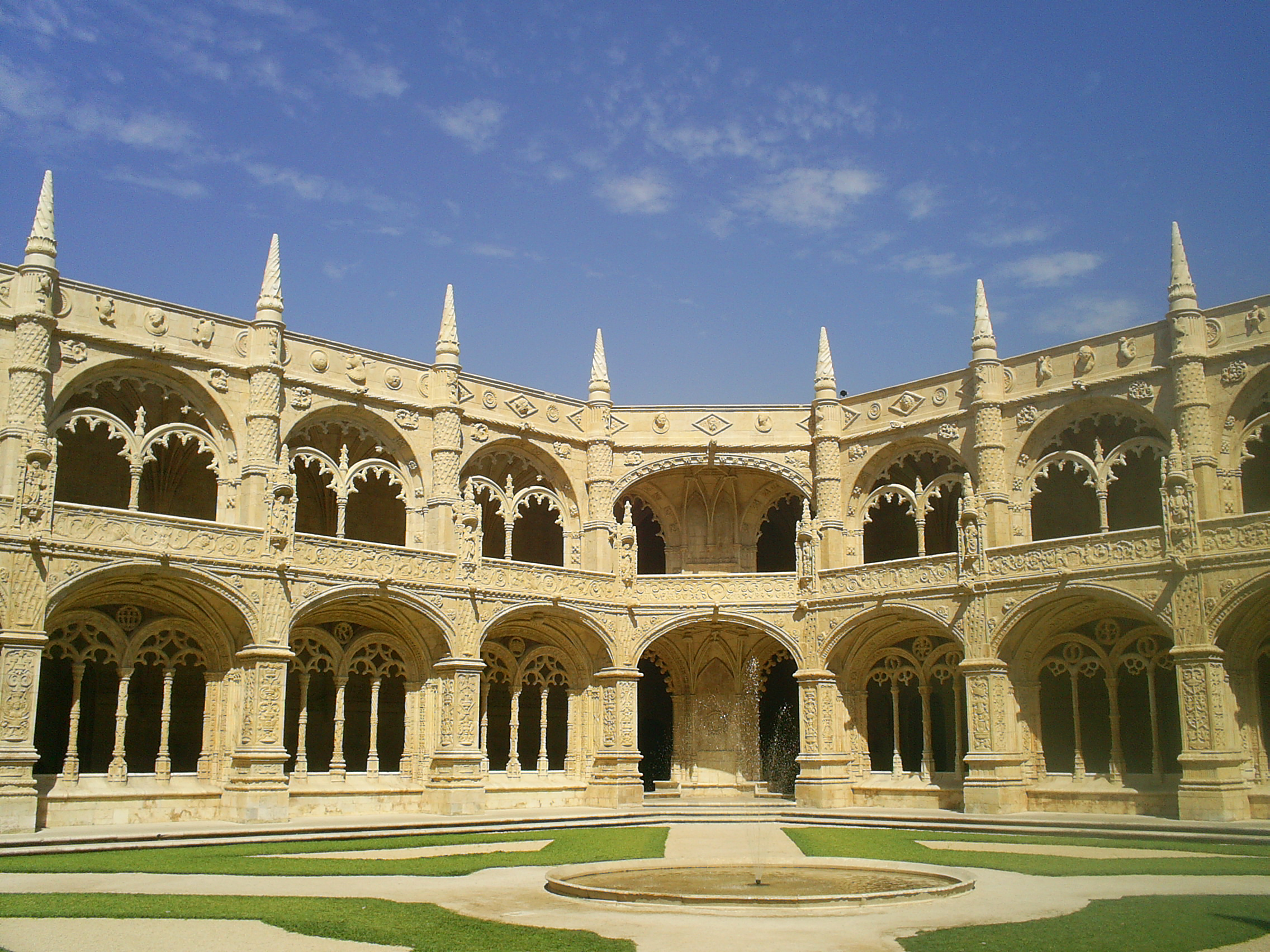
nádvoří
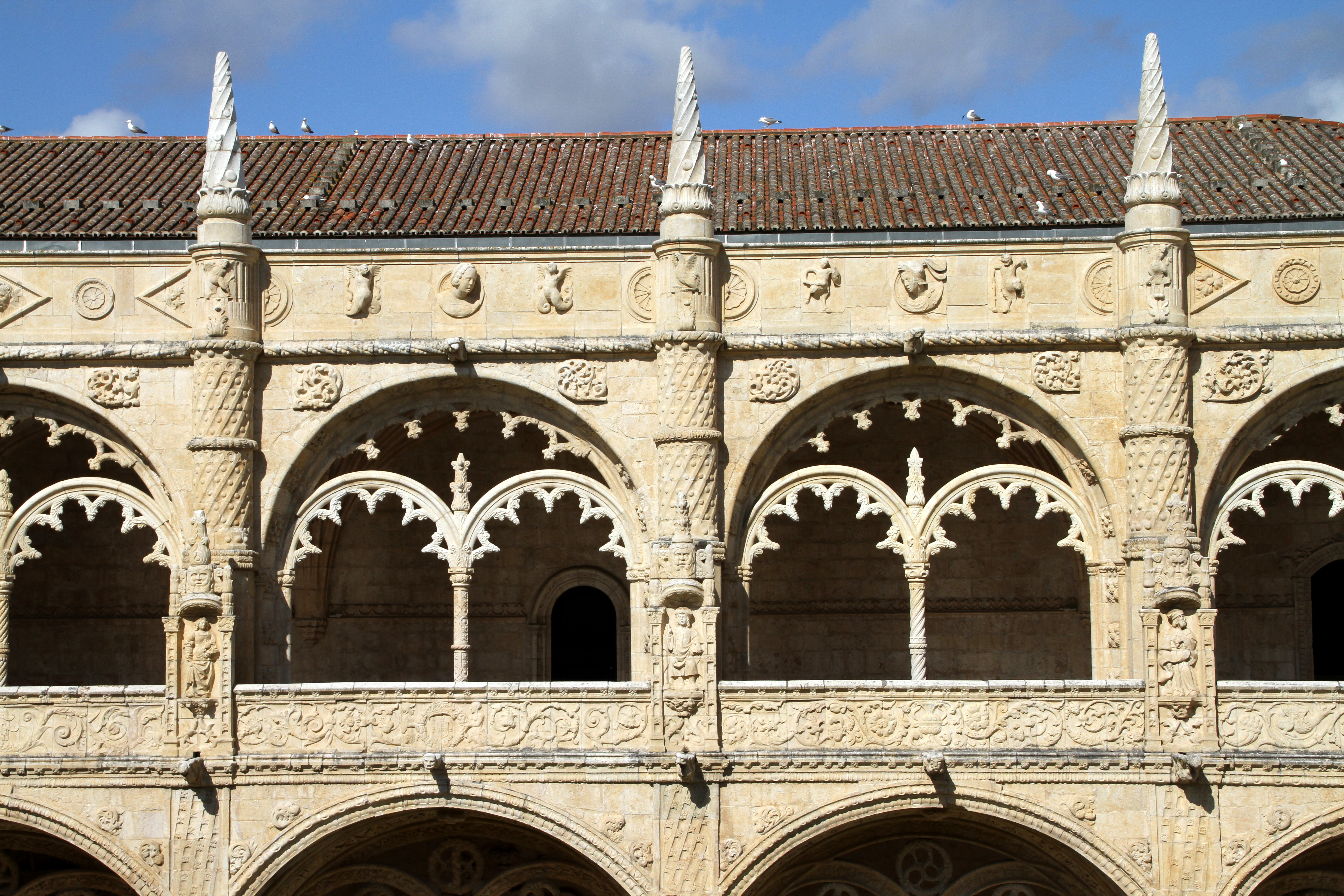
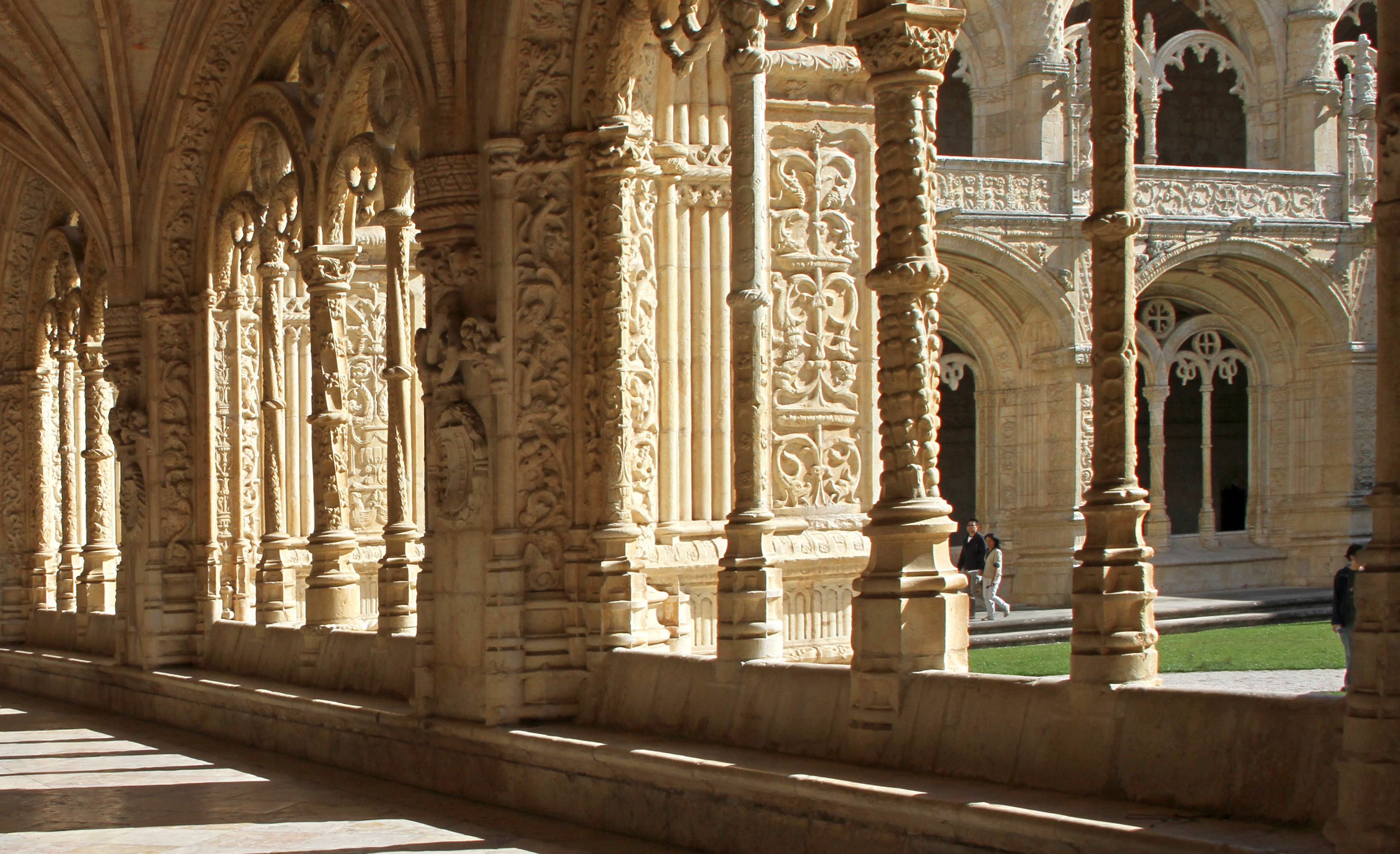
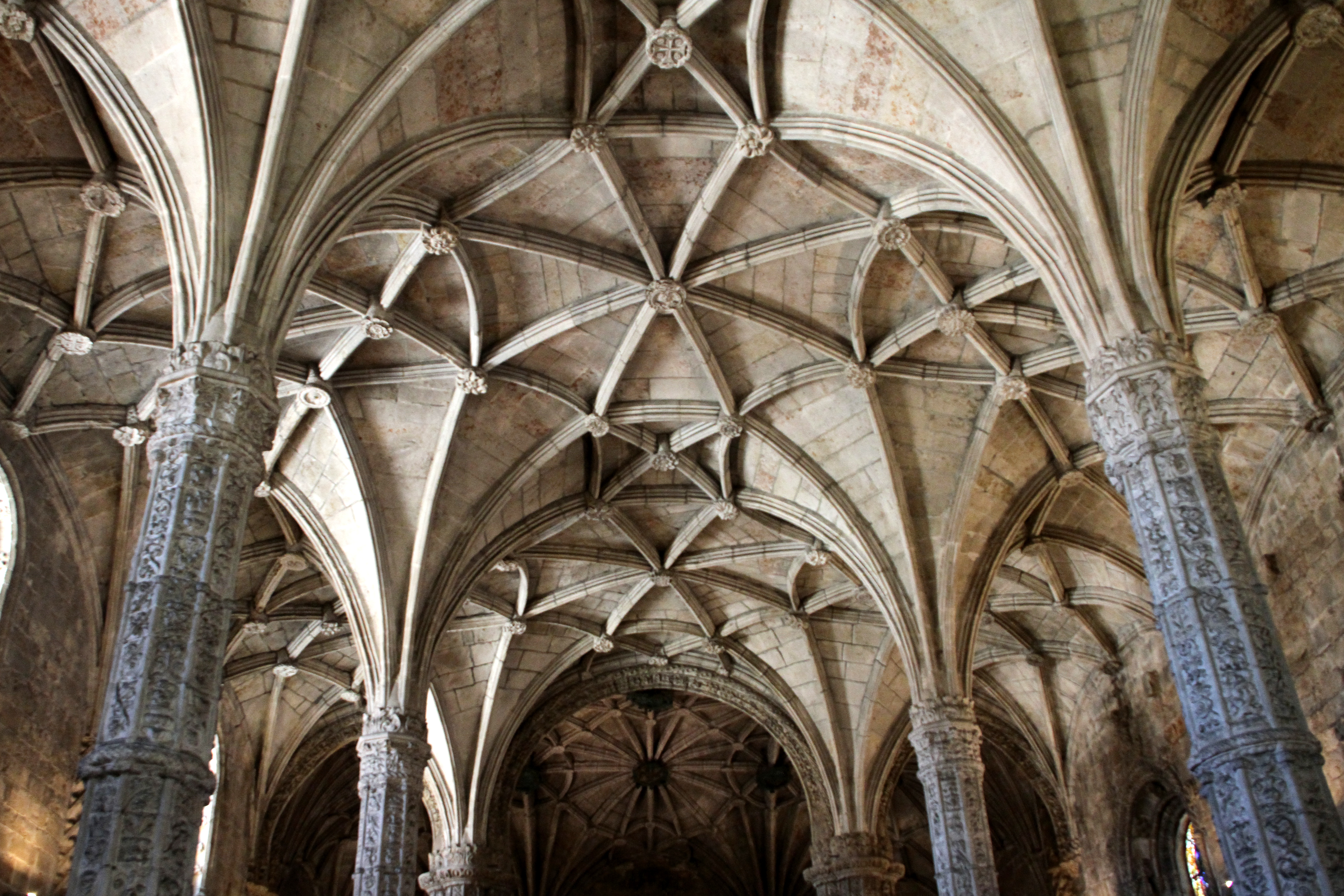
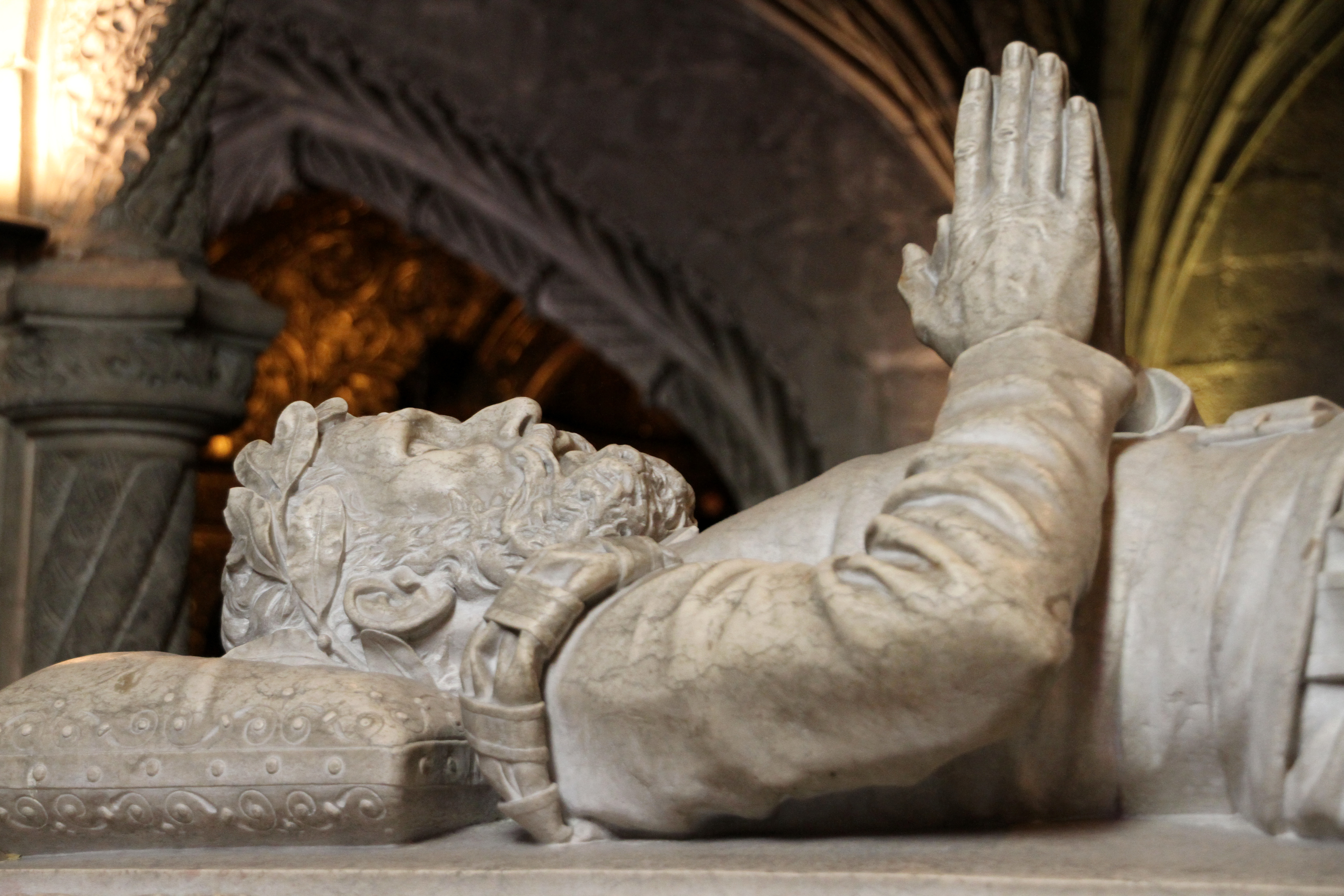